# Gotthard Wilhelm Marcks von Würtemberg
Gotthard Wilhelm Freiherr Marcks von Würtemberg, seit 1720 Marcks von Würtemberg, seit 1759 Freiherr, (schwedisch Gotthard Vilhelm friherre Marcks von Würtemberg; * 4. Mai 1688 in Riga; † 17. Februar 1778 in Gotthardsberg, Södermanland) war ein schwedischer Feldmarschall.

## Leben

### Herkunft und Familie
Gotthard Wilhelm war Angehöriger und Mitstifter des schwedischen Adelsgeschlechts Marcks von Würtemberg, zudem Stifter der freiherrlichen Linie des selbigen.
Er wurde 1720 gemeinsam mit seinem Bruder, dem schwedischen Oberstleutnant Carl Gustaf Marcks (1693–1775) in den schwedischen Adelsstand erhoben und bei der Ritterklasse der schwedischen Ritterschaft introduziert (Nr. 1726). 1759 wurde er in den schwedischen Freiherrenstand erhoben und 1776 bei der Freiherrenklasse der schwedischen Ritterschaft introduziert (Nr. 263).
Seine Eltern waren der aus Bremen stammende Festungsschatzmeister in Reval, Pernau und Dorpat Johann Marcks (1640–1710) und Anna Margareta, geborene (von) Rehausen (1659–1741).
Er vermählte sich 1710 in erster Ehe mit Anna Elisabeth, geborene Hauenschildt, verwitwete Wrangel (1678–1743) einer Tochter des schwedischen Generalmajors Detloff Hauenschildt († 1703). 1744 ging er mit Elisabet Freiin Gyllenstierna af Lundholm (1713–1798) eine zweite Ehe ein. Aus beiden Ehen sind insgesamt fünf Söhne und eine Tochter hervorgegangen.

### Werdegang
Marcks studierte zunächst in Pernau, bevor er sich 1699 als Freiwilliger in schwedische Dienste der Garnison in Pernau begab und bereits 1703 zum Leiter (Konduktör) der Festung ebd. avancierte.
Er trat dann 1705 als Fähnrich im Régiment de Royal Suèdois unter Erik Sparre af Sundby (1665–1726) in französische Dienste und kämpfte im Spanischen Erbfolgekrieg unter anderem in den Schlachten bei Ramillies, Oudenaarde und Malplaquet. Während dieser Zeit erhielt er seine Beförderung zum Leutnant und die zum Sekonde-Kapitän.
Als er 1710 nach Schweden zurückkehrte, wurde er Regimentsquartiermeister unter Karl von Nieroth († 1712) und Kapitän im Nylands-Infanterieregiment. Noch im selben Jahr stieg er im Regiment zum Major auf. Er war 1717 Generaladjutant der jütländischen Armee und 1719 in gleicher Stellung bei der Stockholmer Armee. Bereits 1718 hatte er unter Carl Gustaf Armfelt (1666–1736) an der norwegischen Kampagne teilgenommen und sich während dessen mehrfach hervorgetan. Nach seiner Nobilitierung wurde Marcks von Würtemberg 1727 Oberstleutnant beim Karelischen Schwadron und 1739 Oberst im Jämtlands-Dragoner-Regiment. Er avancierte 1747 zum Generalmajor der Kavallerie, erhielt 1750 den Seraphinenorden und wurde im selben Jahr Regimentschef des Södermanlands-Regiments. Er stieg 1751 zum Generalleutnant und 1755 zum General der Infanterie auf. Dem Freiherrenstand folgte 1763 die Ernennung zum Feldmarschall. 1772 hat er seinen Abschied erhalten.
Marcks von Würtemberg war Erbherr auf Högsrum im Kirchspiel Fliseryds, Kalmar län. Er wurde in der Kirche zu Lebro, Södermanland begraben, wo ein Epitaph erhalten ist.